# El gusto es mío
El gusto es mío fue el cuarto álbum de la banda viguesa Semen Up.
Publicado en 1988 por el sello Twins, con diez temas, fue el primer larga duración de la banda tras los tres mini LPs que habían publicado hasta entonces.
Es un disco fuertemente marcado rock y el pop y donde las guitarras ganan protagonismo frente a los teclados que en trabajos anteriores eran predominantes.

## Lista de canciones
1. Bendita seas
2. El sabio tonto
3. La reina de la fiesta
4. Arriba y abajo
5. La rica heredera
6. Quiero y no puedo
7. Aventuras y Desventuras de Garrote Vil - I La Noche
8. Aventuras y Desventuras de Garrote Vil - II Me Vuelves Loco
9. Aventuras y Desventuras de Garrote Vil - III No te Burles
10. Elígeme a mí